# Cogeco
Cogeco, acronyme de « Compagnie générale de communications », est un groupe de télécommunications et audiovisuel québécois fondé en 1957.

## Histoire

### Les origines
En 1957, les premiers actionnaires de Cogeco obtiennent une licence pour une chaîne de télévision locale québécoise, CKTM-TV, située à Trois-Rivières. En 1972, ils rachètent le cablo-opérateur La Belle Vision. En 1985, ils créent la société par émission d'actions sur le marché canadien. En 1986, la société achète la station de radio CFGL-FM, située à Laval au Québec.

### Depuis 1995
En 1995, l’entreprise devient la première compagnie à offrir l'Internet via le câble coaxial dans les villes de Trois-Rivières, Drummondville et Rimouski de même qu'une ville en Ontario en réalisant un projet pilote au nom des cablo-distributeurs canadiens, ce qui en fera au fil des ans un joueur majeur dans la connectivité Internet dans l'Est du Canada. En 2000, elle achète Décibel la compagnie de câble de Nicolet pour une somme de 11,2 millions de dollars. Cette acquisition ajoute 6 600 abonnés au câble de Cogeco.
En 2002, Cogeco rachète avec Bell Globemedia le groupe de télévision TQS et détient 60 % du capital de TQS.
En 2003, elle lance le réseau radiophonique Rythme FM.
En 2006, elle s'empare du câblo-opérateur portugais Cabovisão, second sur le marché portugais avec plus de 800 000 souscripteurs.
Le 10 janvier 2008, elle signe un accord de vidéo à la demande avec Walt Disney Television et Disney-ABC International Television.
Le 10 mars 2008, Cogeco revend le réseau TQS au groupe Remstar. Le 30 juin, Cogeco complète l'acquisition de FibreWired Burlington Hydro Communications. Cette acquisition est suivie de près par celle de Toronto Hydro Telecom, le 31 juillet 2008, créant ainsi la filiale Cogeco Data Services. En 2009, le 14 juillet, elle lance un service internet haut débit fondé sur l'architecture DOCSIS 3.0 qui permet une vitesse allant jusqu'à 50 Mbit/s. De plus, des tests sont effectués afin de permettre le Switched video (en). Le 19 août, elle compte 945 000 abonnés à un ou plusieurs services de câblodistribution au Canada.
En avril 2010, elle achète les stations de radio de Corus Québec. Le 1er février 2011, elle prend contrôle des stations de radio de Corus Québec  à la suite de la validation par le CRTC le 20 décembre 2010, et échange l'affiliation des stations de Sherbrooke CKOY-FM 104,5 CKOI, qui devient CJTS-FM Souvenirs Garantis, et CHLT-FM 107,7 Souvenirs Garantis devient CKOY-FM 107,7 CKOI. Le 22 décembre 2011, Astral Media annonce le lancement de Disney Junior et Disney XD sur son réseau Cogeco.
En février 2012, Cogeco annonce avoir vendu Cabovisão à un groupe européen.
En novembre 2012, Cogeco Câble annonce avoir complété l'acquisition d'Atlantic Broadband. En avril 2013, Cogeco Câble annonce avoir complété l'acquisition de PEER1 Network Enterprises.
Le 17 juillet 2017, Cogeco achète pour 1.4 milliard de dollars américain MetroCast, une filiale de Harron Communications, présente dans le câble aux États-Unis.
Le 2 septembre 2020, Altice USA et Rogers lancent une offre publique d'achat sur Cogeco et Cogeco Communications pour 10,3 milliards de dollars canadiens. Altice USA mettrait la main sur Atlantic Broadband, la filiale américaine de Cogeco, alors que Rogers récupérerait les actifs canadiens. L'offre, non sollicitée, est rejetée par la famille Audet, actionnaire majoritaire de Cogeco,. En octobre 2020, une deuxième offre a été faite par Altice USA et, à nouveau, rejetée par la famille Audet. La deuxième offre a été portée à 11,1 milliards de dollars.
Le 21 octobre 2020, Cogeco Communications annonce une entente visant l'acquisition de DERYTelecom par sa filiale Cogeco Connexion pour 405 millions de dollars. Fondé à Saguenay, DERYTelecom est le troisième câblodistributeur en importance au Québec. La finalisation de la transaction est annoncée le 14 décembre 2020.

## Activités

### Câblodistribution

logo de Cogeco câble

Cogeco est un groupe de télécommunications qui s'est diversifié la radiodiffusion au Québec, et de la câblodistribution au Canada et au Portugal.
La filiale de câblodistribution, Cogeco Câble, est le deuxième plus important câblodistributeur en Ontario et au Québec en termes de clients du service de base. Cogeco Câble fournit environ 2 717 000 unités de service (incluant les services de câble de base, de télévision numérique, d'internet haut débit et de téléphonie) à environ 
2 428 000 foyers câblés situé dans les territoires qu'elle dessert. Cogeco Câble se développe pour devenir une importante société de télécommunications grâce aux services de télévision analogique et numérique, d'Internet haute vitesse et de téléphonie qu'elle offre au moyen de ses réseaux de câblodistribution.
Le 29 février 2012 Cogeco Câble cède pour un montant de 45 millions € sa division portugaise Cabovisão (Televisão por Cabo, S.A.) au groupe européen Altice.

### Médias

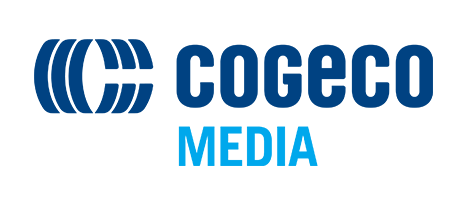
Logo de Cogeco Média

Anciennement Cogeco Radio-Télévision, Cogeco est l'actionnaire majoritaire du réseau TQS (qui représente neuf stations francophones de télévision au Québec) avant de céder 40 % du capital en 2002 . Cogeco Radio-Télévision se désengage totalement du réseau déficitaire en 2008 au profit de Remstar.
Cogeco Radio-Télévision devenu Cogeco Diffusion détient le réseau Rythme FM, qui représente quatre stations de radio au Québec (Montréal, à Québec, en Mauricie et en Estrie) ainsi que Le 93,3 à Québec.
En avril 2010, Corus Entertainment inc. annonce la vente de ses stations de radio Corus Québec à Cogeco. Les stations de Radio de Corus au Québec seront intégrées dans Cogeco Diffusion dans le courant de l'année.
La branche Médias de Cogeco est nommée Cogeco Média depuis janvier 2016.